# 17e étape du Tour d'Italie 2016
Pour un article plus général, voir Tour d'Italie 2016.
La 17e étape du Tour d'Italie 2016 se déroule le mercredi 25 mai 2016, entre Molveno et Cassano d'Adda sur une distance de 196 km.

## Parcours
Le parcours est plat. Il comprend 1 côte de 4e catégorie.

## Résultats

### Classement de l'étape
| Classement de l'étape | Classement de l'étape | Classement de l'étape | Classement de l'étape      | Classement de l'étape |
|                       | Coureur               | Pays                  | Équipe                     | Temps                 |
| --------------------- | --------------------- | --------------------- | -------------------------- | --------------------- |
| 1er                   | Roger Kluge           | Allemagne             | IAM                        | en 4 h 31 min 29 s    |
| 2e                    | Giacomo Nizzolo       | Italie                | Trek-Segafredo             | m.t                   |
| 3e                    | Nikias Arndt          | Allemagne             | Giant-Alpecin              | m.t                   |
| 4e                    | Sacha Modolo          | Italie                | Lampre-Merida              | m.t                   |
| 5e                    | Matteo Trentin        | Italie                | Etixx-Quick Step           | m.t                   |
| 6e                    | Alexander Porsev      | Russie                | Katusha                    | m.t                   |
| 7e                    | Pim Ligthart          | Pays-Bas              | Lotto-Soudal               | m.t                   |
| 8e                    | Ramūnas Navardauskas  | Lituanie              | Cannondale                 | m.t                   |
| 9e                    | Manuel Belletti       | Italie                | Wilier Triestina-Southeast | m.t                   |
| 10e                   | Paolo Simion          | Italie                | Bardiani CSF               | m.t                   |
| modifier              |                       |                       |                            |                       |

### Points attribués
|   | Cycliste        | Nat      | Équipe                     | Pts | Bonif |
| - | --------------- | -------- | -------------------------- | --- | ----- |
| 1 | Daniel Oss      | Italie   | BMC Racing                 | 20  | 3 s   |
| 2 | Eugert Zhupa    | Albanie  | Wilier Triestina-Southeast | 12  | 2 s   |
| 3 | Pavel Brutt     | Russie   | Tinkoff                    | 8   | 1 s   |
| 4 | Giacomo Nizzolo | Italie   | Trek-Segafredo             | 6   |       |
| 5 | Matteo Trentin  | Italie   | Etixx-Quick Step           | 4   |       |
| 6 | Diego Ulissi    | Italie   | Lampre-Merida              | 3   |       |
| 7 | Eugenio Alafaci | Italie   | Trek-Segafredo             | 2   |       |
| 8 | Matej Mohorič   | Slovénie | Lampre-Merida              | 1   |       |

|   | Cycliste            | Nat      | Équipe                     | Pts | Bonif |
| - | ------------------- | -------- | -------------------------- | --- | ----- |
| 1 | Daniel Oss          | Italie   | BMC Racing                 | 20  | 3 s   |
| 2 | Eugert Zhupa        | Albanie  | Wilier Triestina-Southeast | 12  | 2 s   |
| 3 | Pavel Brutt         | Russie   | Tinkoff                    | 8   | 1 s   |
| 4 | Giacomo Nizzolo     | Italie   | Trek-Segafredo             | 6   |       |
| 5 | Diego Ulissi        | Italie   | Lampre-Merida              | 4   |       |
| 6 | Matteo Trentin      | Italie   | Etixx-Quick Step           | 3   |       |
| 7 | Lars Bak            | Danemark | Lotto-Soudal               | 2   |       |
| 8 | Ignatas Konovalovas | Lituanie | FDJ                        | 1   |       |

| - Sprint final de Cassano d'Adda (km 196) \| \| Cycliste \| Nat \| Équipe \| Points \| Bonif \| \| -- \| -------------------- \| --------- \| -------------------------- \| ------ \| ----- \| \| 1 \| Roger Kluge \| Allemagne \| IAM \| 50 \| 10 s \| \| 2 \| Giacomo Nizzolo \| Italie \| Trek-Segafredo \| 35 \| 6 s \| \| 3 \| Nikias Arndt \| Allemagne \| Giant-Alpecin \| 25 \| 4 s \| \| 4 \| Sacha Modolo \| Italie \| Lampre-Merida \| 18 \| \| \| 5 \| Matteo Trentin \| Italie \| Etixx-Quick Step \| 14 \| \| \| 6 \| Alexander Porsev \| Russie \| Katusha \| 12 \| \| \| 7 \| Pim Ligthart \| Pays-Bas \| Lotto-Soudal \| 10 \| \| \| 8 \| Ramūnas Navardauskas \| Lituanie \| Cannondale \| 8 \| \| \| 9 \| Manuel Belletti \| Italie \| Wilier Triestina-Southeast \| 7 \| \| \| 10 \| Paolo Simion \| Italie \| Bardiani CSF \| 6 \| \| \| 11 \| Sean De Bie \| Belgique \| Lotto-Soudal \| 5 \| \| \| 12 \| Kristian Sbaragli \| Italie \| Dimension Data \| 4 \| \| \| 13 \| Eduard-Michael Grosu \| Roumanie \| Nippo-Vini Fantini \| 3 \| \| \| 14 \| Łukasz Wiśniowski \| Pologne \| Etixx-Quick Step \| 2 \| \| \| 15 \| Heinrich Haussler \| Australie \| IAM \| 1 \| \| |                      |           |                            |        |       |
| | Cycliste             | Nat       | Équipe                     | Points | Bonif |
| 1 | Roger Kluge          | Allemagne | IAM                        | 50     | 10 s  |
| 2 | Giacomo Nizzolo      | Italie    | Trek-Segafredo             | 35     | 6 s   |
| 3 | Nikias Arndt         | Allemagne | Giant-Alpecin              | 25     | 4 s   |
| 4 | Sacha Modolo         | Italie    | Lampre-Merida              | 18     |       |
| 5 | Matteo Trentin       | Italie    | Etixx-Quick Step           | 14     |       |
| 6 | Alexander Porsev     | Russie    | Katusha                    | 12     |       |
| 7 | Pim Ligthart         | Pays-Bas  | Lotto-Soudal               | 10     |       |
| 8 | Ramūnas Navardauskas | Lituanie  | Cannondale                 | 8      |       |
| 9 | Manuel Belletti      | Italie    | Wilier Triestina-Southeast | 7      |       |
| 10 | Paolo Simion         | Italie    | Bardiani CSF               | 6      |       |
| 11 | Sean De Bie          | Belgique  | Lotto-Soudal               | 5      |       |
| 12 | Kristian Sbaragli    | Italie    | Dimension Data             | 4      |       |
| 13 | Eduard-Michael Grosu | Roumanie  | Nippo-Vini Fantini         | 3      |       |
| 14 | Łukasz Wiśniowski    | Pologne   | Etixx-Quick Step           | 2      |       |
| 15 | Heinrich Haussler    | Australie | IAM                        | 1      |       |

### Cols et côtes
| - Côte de Passo Sant'Eusebio, 4e catégorie (km 99,5) \| \| Cycliste \| Pays \| Équipe \| Points \| \| - \| ------------ \| ------- \| -------------------------- \| ------ \| \| 1 \| Daniel Oss \| Italie \| BMC Racing \| 3 \| \| 2 \| Eugert Zhupa \| Albanie \| Wilier Triestina-Southeast \| 2 \| \| 3 \| Pavel Brutt \| Russie \| Tinkoff \| 1 \| |              |         |                            |        |
| | Cycliste     | Pays    | Équipe                     | Points |
| 1 | Daniel Oss   | Italie  | BMC Racing                 | 3      |
| 2 | Eugert Zhupa | Albanie | Wilier Triestina-Southeast | 2      |
| 3 | Pavel Brutt  | Russie  | Tinkoff                    | 1      |

### Classement au temps par équipes
| Classement par équipes au temps | Classement par équipes au temps | Classement par équipes au temps | Classement par équipes au temps |
|                                 | Équipe                          | Pays                            | Temps                           |
| ------------------------------- | ------------------------------- | ------------------------------- | ------------------------------- |
| 1re                             | Etixx-Quick Step                | Belgique                        | en 13 h 34 min 27 s             |
| 2e                              | Katusha                         | Russie                          | m.t                             |
| 3e                              | Wilier Triestina-Southeast      | Italie                          | m.t                             |
| modifier                        |                                 |                                 |                                 |

### Classement aux points par équipes
| Classement par équipes aux points | Classement par équipes aux points | Classement par équipes aux points | Classement par équipes aux points | Classement par équipes aux points |
|                                   | Équipes                           | Pays                              |                                   | Point(s)                          |
| --------------------------------- | --------------------------------- | --------------------------------- | --------------------------------- | --------------------------------- |
| 1re                               | IAM                               | Suisse                            |                                   | 51                                |
| 2e                                | Trek-Segafredo                    | États-Unis                        |                                   | 39                                |
| 3e                                | Giant-Alpecin                     | Allemagne                         |                                   | 25                                |
| modifier                          |                                   |                                   |                                   |                                   |

## Classements à l'issue de l'étape

### Classement général
| Classement général | Classement général  | Classement général | Classement général | Classement général  |
|                    | Coureur             | Pays               | Équipe             | Temps               |
| ------------------ | ------------------- | ------------------ | ------------------ | ------------------- |
| 1er                | Steven Kruijswijk   | Pays-Bas           | Lotto NL-Jumbo     | en 68 h 11 min 39 s |
| 2e                 | Esteban Chaves      | Colombie           | Orica-GreenEDGE    | + 3 min 0 s         |
| 3e                 | Alejandro Valverde  | Espagne            | Movistar           | + 3 min 23 s        |
| 4e                 | Vincenzo Nibali     | Italie             | Astana             | + 4 min 43 s        |
| 5e                 | Ilnur Zakarin       | Russie             | Katusha            | + 4 min 50 s        |
| 6e                 | Rafał Majka         | Pologne            | Tinkoff            | + 5 min 34 s        |
| 7e                 | Bob Jungels         | Luxembourg         | Etixx-Quick Step   | + 7 min 57 s        |
| 8e                 | Andrey Amador       | Costa Rica         | Movistar           | + 8 min 53 s        |
| 9e                 | Domenico Pozzovivo  | Italie             | AG2R La Mondiale   | + 10 min 5 s        |
| 10e                | Kanstantsin Siutsou | Biélorussie        | Dimension Data     | + 11 min 3 s        |
| modifier           |                     |                    |                    |                     |

### Classement du meilleur jeune
| Classement du meilleur jeune | Classement du meilleur jeune | Classement du meilleur jeune | Classement du meilleur jeune | Classement du meilleur jeune |
|                              | Coureur                      | Pays                         | Équipe                       | Temps                        |
| ---------------------------- | ---------------------------- | ---------------------------- | ---------------------------- | ---------------------------- |
| 1er                          | Bob Jungels                  | Luxembourg                   | Etixx-Quick Step             | en 68 h 19 min 36 s          |
| 2e                           | Sebastián Henao              | Colombie                     | Sky                          | + 14 min 17 s                |
| 3e                           | Davide Formolo               | Italie                       | Cannondale                   | + 34 min 38 s                |
| 4e                           | Valerio Conti                | Italie                       | Lampre-Merida                | + 53 min 40 s                |
| 5e                           | Joe Dombrowski               | États-Unis                   | Cannondale                   | + 1 h 3 min 57 s             |
| modifier                     |                              |                              |                              |                              |

### Classement aux points
| Classement par points | Classement par points | Classement par points | Classement par points | Classement par points |
| --------------------- | --------------------- | --------------------- | --------------------- | --------------------- |
|                       | Coureur               | Pays                  | Équipe                | Point(s)              |
| 1er                   | Giacomo Nizzolo       | Italie                | Trek-Segafredo        | 185 points            |
| 2e                    | Diego Ulissi          | Italie                | Lampre-Merida         | 137 pts               |
| 3e                    | Daniel Oss            | Italie                | BMC Racing            | 123 pts               |
| 4e                    | Matteo Trentin        | Italie                | Etixx-Quick Step      | 107 pts               |
| 5e                    | Sacha Modolo          | Italie                | Lampre-Merida         | 102 pts               |
| modifier              |                       |                       |                       |                       |

### Classement du meilleur grimpeur
| Classement du meilleur grimpeur | Classement du meilleur grimpeur | Classement du meilleur grimpeur | Classement du meilleur grimpeur | Classement du meilleur grimpeur |
| ------------------------------- | ------------------------------- | ------------------------------- | ------------------------------- | ------------------------------- |
|                                 | Coureur                         | Pays                            | Équipe                          | Point(s)                        |
| 1er                             | Damiano Cunego                  | Italie                          | Nippo-Vini Fantini              | 134 points                      |
| 2e                              | Stefan Denifl                   | Autriche                        | IAM                             | 72 pts                          |
| 3e                              | Darwin Atapuma                  | Colombie                        | BMC Racing                      | 69 pts                          |
| 4e                              | Giovanni Visconti               | Italie                          | Movistar                        | 61 pts                          |
| 5e                              | David López García              | Espagne                         | Sky                             | 54 pts                          |
| modifier                        |                                 |                                 |                                 |                                 |

### Classements par équipes

#### Classement au temps
| Classement par équipes au temps | Classement par équipes au temps | Classement par équipes au temps | Classement par équipes au temps |
|                                 | Équipe                          | Pays                            | Temps                           |
| ------------------------------- | ------------------------------- | ------------------------------- | ------------------------------- |
| 1re                             | Astana                          | Kazakhstan                      | en 205 h 5 min 14 s             |
| 2e                              | Movistar                        | Espagne                         | + 7 min 46 s                    |
| 3e                              | AG2R La Mondiale                | France                          | + 23 min 23 s                   |
| modifier                        |                                 |                                 |                                 |

#### Classement aux points
| Classement par équipes aux points | Classement par équipes aux points | Classement par équipes aux points | Classement par équipes aux points | Classement par équipes aux points |
|                                   | Équipes                           | Pays                              |                                   | Point(s)                          |
| --------------------------------- | --------------------------------- | --------------------------------- | --------------------------------- | --------------------------------- |
| 1re                               | Lotto NL-Jumbo                    | Pays-Bas                          |                                   | 381                               |
| 2e                                | Etixx-Quick Step                  | Belgique                          |                                   | 357                               |
| 3e                                | Movistar                          | Espagne                           |                                   | 296                               |
| modifier                          |                                   |                                   |                                   |                                   |

### Abandons
- 146 -  Luka Mezgec (Orica-GreenEDGE) : non partant